# Bureau (meuble)
Pour les articles homonymes, voir Bureau.
 (avril 2025).

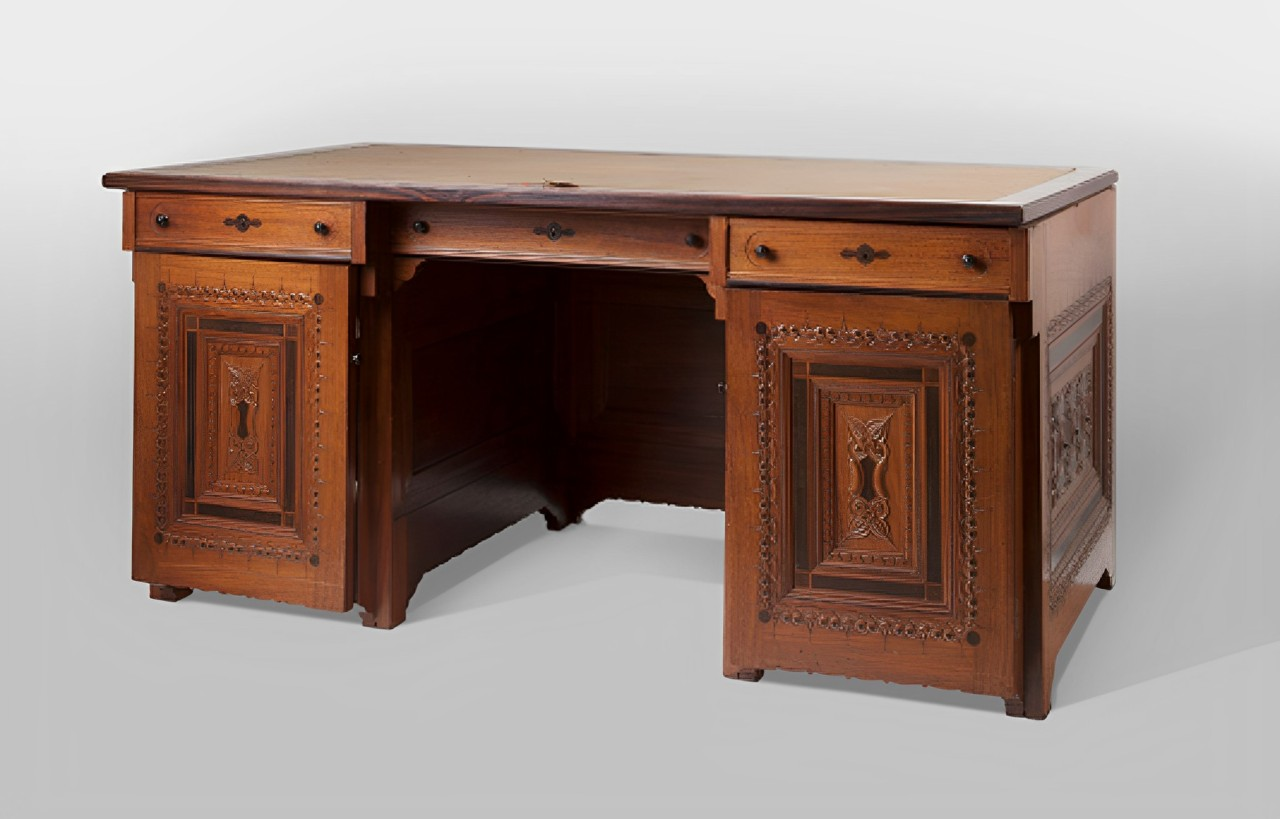
Un bureau, œuvre de (1920-1925).

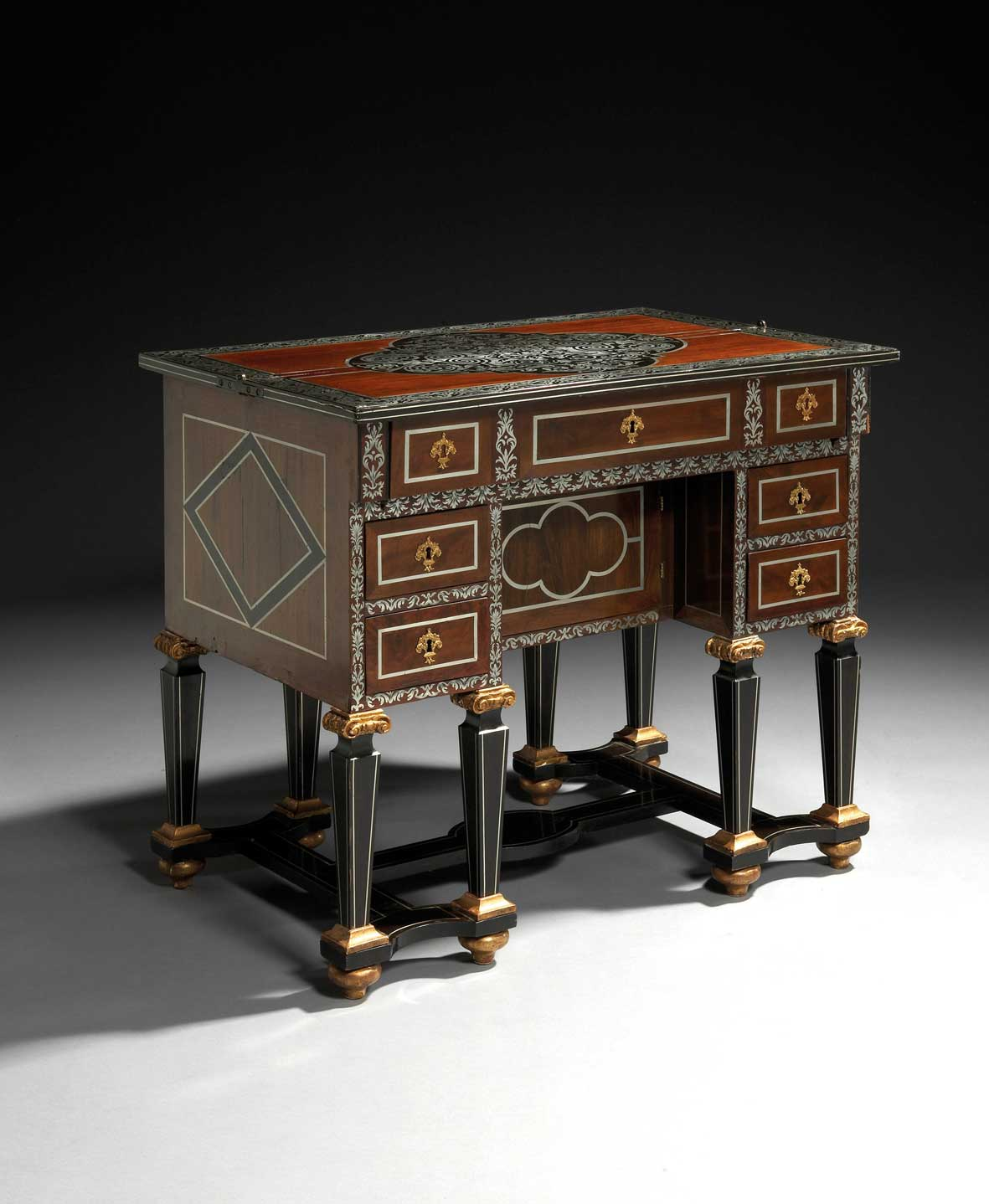
Bureau Mazarin de style Louis XIV reposant sur huit pieds en gaine reliés par une entretoise en forme de « H ». Il est muni en partie basse de deux caissons latéraux à deux tiroirs chacun, et un vantail dans le caisson central plus large et en retrait. Ces caissons sont couronnés d'une ceinture à trois tiroirs qui surmonte un abattant découvrant un intérieur en marqueterie à tiroirs et un guichet. Il présente un riche décor constitué d'encadrements à frises de rinceaux.

Un bureau est, au sens contemporain du terme, une table, souvent dotée de tiroirs, et qui permet à celui qui l'occupe d'effectuer un travail d'écriture ou de lecture.

## Étymologie
Le mot bureau dérive de l'ancien français burel ou bure (du latin burellum) qui désignait une étoffe grossière au Moyen Âge. Par la suite, il désigne un tapis de laine dont on recouvrait les tables pour les protéger de l'encre et pour les changeurs de monnaie, l'étoffe atténuant le bruit des pièces.

## Prédécesseurs

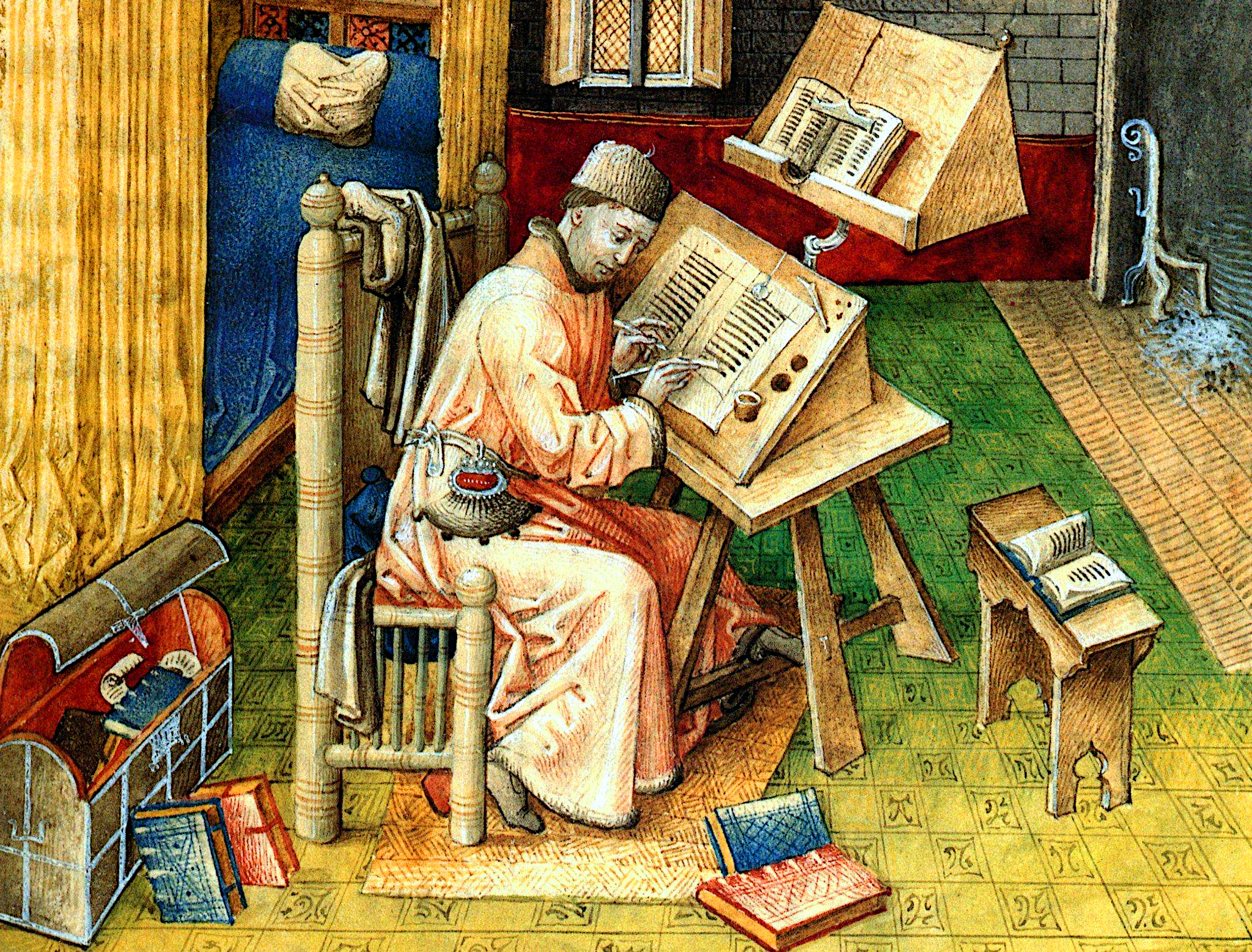
Portrait de Jean Miélot, secrétaire, scribe et traducteur de Philippe le Bon.

Si le scribe dans l'Égypte antique écrivait assis au sol avec les jambes croisées, une position plus confortable fut acquise par la création d’un support adéquat au travail d’écriture et d’enluminure. Le bureau s’est imposé par le passage de la gravure sur tablette à l’écriture sur parchemin souple qui nécessite un support plus rigide.
L'écritoire, dont l’origine remonte logiquement à l’époque de l’écriture sur parchemin, évolue au fil des époques :
- Le pupitre , du latin pulpitum : petit meuble formé d’une ou deux planches inclinées, jointes par le sommet et portées par un ou plusieurs pieds, sur lequel on pose ce qu’il faut pour lire, écrire, dessiner, etc., permettant à un homme debout de pouvoir travailler. L’image populaire bien connue est celle des moines copistes qui reproduisaient les documents dans les scriptorium.
- L’écritoire à poser : évolution du pupitre avec la tablette inclinée et articulée qui ferme un petit coffre dans lequel est entreposé le nécessaire d’écriture (papier, encre, plume) et qui était posé sur une table. Cet ustensile, qui existe encore dans certaines contrées du tiers monde, est utilisé par l’écrivain public pour établir le courrier des personnes en difficulté.
- L’écritoire sur pieds : c’est le coffre (précédent) muni de quatre pieds fixes ou d'un petit meuble plus étroit contenant des étagères fermées par une porte ou des tiroirs.

## Déclinaison
Le bureau se décline sous diverses formes à partir du XVIIe siècle : 
- la table bureau  apparue sous Louis XIII, aussi désignée sous table à écrire ou bureau à plat. Elle se présente sous la forme d’une table conventionnelle avec un coffrage comportant une rangée de deux ou trois tiroirs, puis deux rangées de tiroirs avec, pour la rangée inférieure l’absence du tiroir central qui permet de passer les jambes.
- le cabinet , apparu à la même époque, il indique à la fois un meuble et une pièce.
  - Selon le Dictionnaire de l’Académie française de 1684 on notait : « Cabinet : lieu de retraite pour travailler, ou converser en particulier, ou pour y serrer des papiers, des livres, ou quelque autre chose, selon la profession ou l’humeur de la personne qui y habite… ». Pour le distinguer du terme cabinet on l’appelle aussi cabinet à écrire.
  - Le cabinet  est l’évolution de la table à écrire où il reprend la structure avec en plus, sur l’arrière, un coffrage étroit (20 à 30 cm), muni de tiroirs et d’étagère pour le rangement des livres et documents divers.
- le secrétaire (meuble)  est un bureau où l’on écrit et où l’on renferme des papiers[3]. Ce meuble présente la particularité d’être entièrement fermé avec verrouillage de toutes les parties amovibles. Construit en bois massif au début du XVIIIe siècle aux panneaux à particules au début du Mobilier contemporain, on trouve tout un panel de structures et de styles différents :
  - Secrétaire à abattant , c’est une sorte d’armoire fermée d’environ 85 cm de large, 40 cm de profondeur et 1,50 m de haut, avec la même structure de base : un tiroir haut, une partie avec l’abattant qui permet d’écrire, la partie basse fermée par deux portes ou avec des tiroirs, coiffé d’un marbre, deux montants latéraux, un piétement court ou inexistant, des ornementations en adéquation avec l’époque.
  - Secrétaire cylindre  ou bureau cylindre  : c’est un bureau composé de la structure table bureau ou bureau plat, c’est-à-dire une table à deux rangées de tiroirs surmontée, sur toute sa surface, d’un coffrage dont la partie avant est un volet arrondi qui s’ouvre en coulissant à l’intérieur du meuble découvrant ainsi  toute une série d’espaces de rangement (étagères, tiroirs, etc.). À la base, entre le plateau de table et le coffrage, une grande tablette s’escamote vers l’avant pour servir de table de travail. Sur certains modèles, une petite tablette peut aussi être extraite sur le côté du meuble pour la dépose de documents, ainsi qu’un coffre tiroirs étroit à la partie supérieure.
  - Secrétaire à pente  dit aussi bureau à pente ou à dos-d’âne, présente la même base que celui à cylindre (table bureau) avec une conception plus économique de par la substitution du volet cylindrique par un volet plat en pente qui sert directement de plan de travail.
  - le Bonheur du jour  :  inventé au XVIIIe siècle, plus petit, plus léger donc facile à déplacer, il est destiné plus particulièrement aux dames pour servir de secrétaire, de table de chevet, de coiffeuse ou meuble d’exposition.

## Époque contemporaine

Bureau contemporain avec sa partie classeur à trois tiroirs.

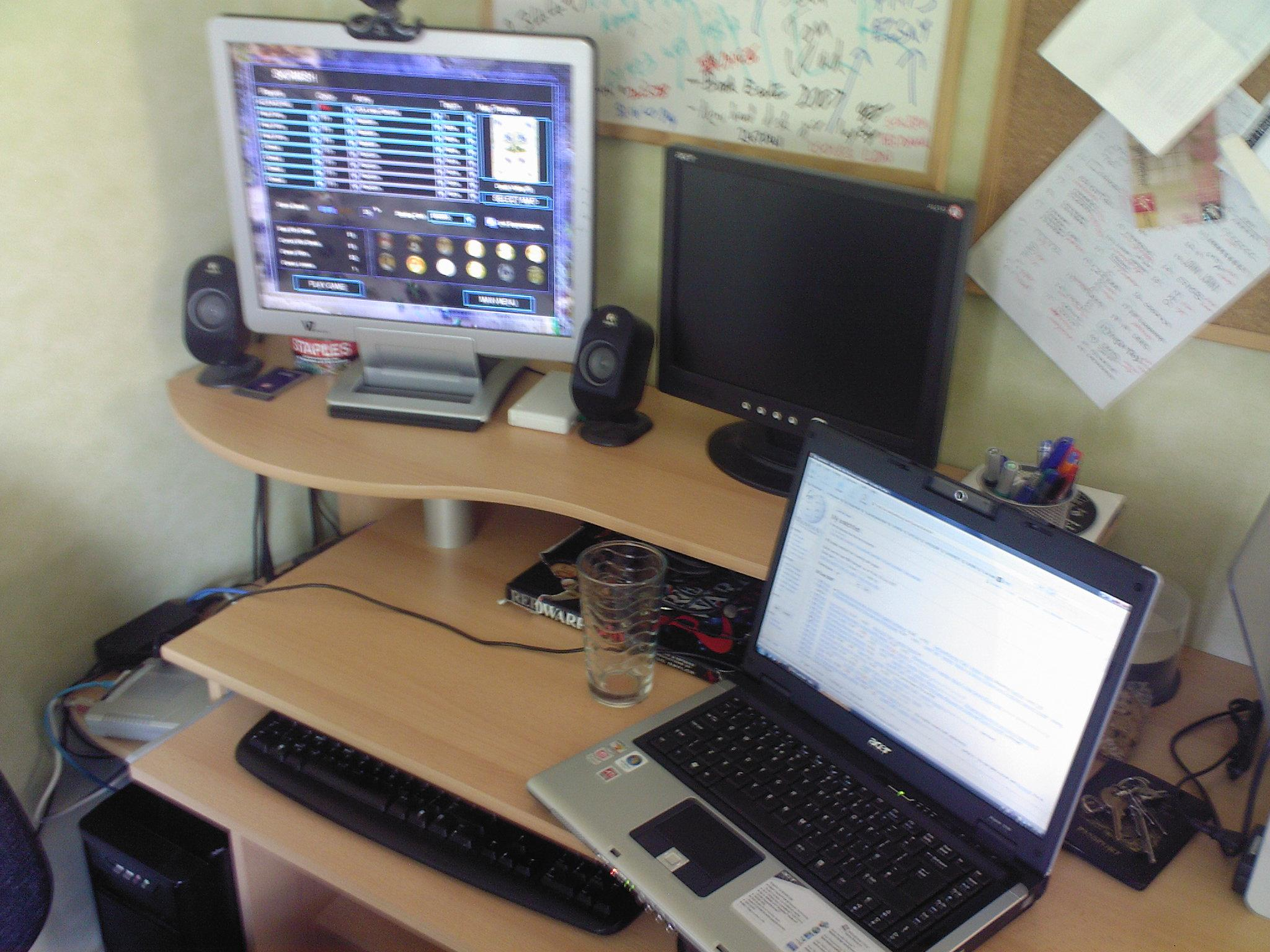
Bureau pour matériel de micro-informatique.

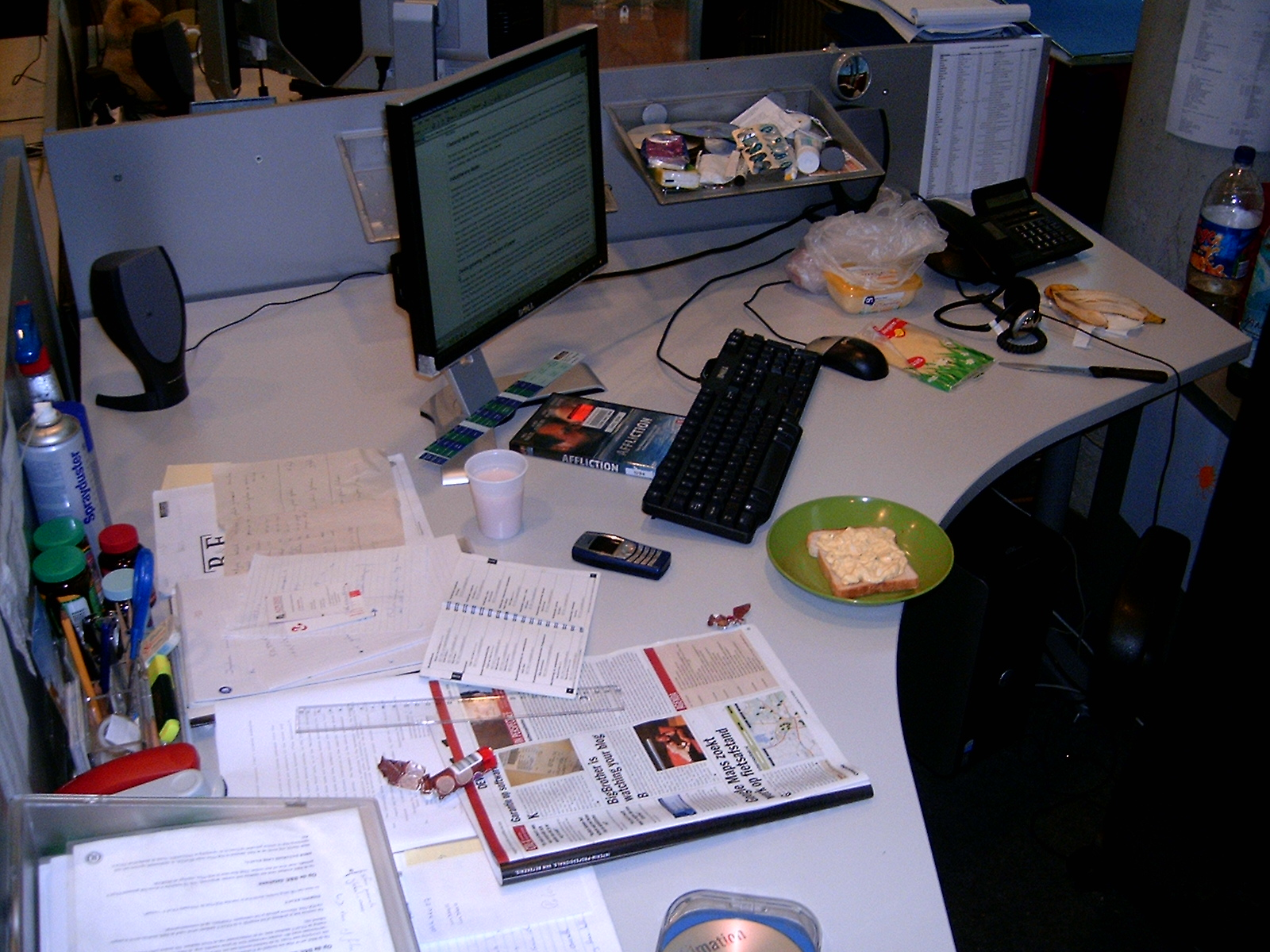
Bureau de travail vers 2005.

Au début du XXe siècle, avec l’industrialisation, le développement des services administratifs et commerciaux, le mobilier de bureau (immobilier) devient plus fonctionnel et fabriqué en grande série avec moins de fioritures, des matières moins nobles et moins coûteuses ; ce qui permet la rationalisation de l’espace de travail. Le meuble bureau perd son aspect privé (luxueux) pour un aspect public.
- La forme la plus générale du bureau contemporain est celle d’une table avec, sous  le plan de travail, des deux côtés de l’opérateur, une partie classeur à plusieurs tiroirs : un petit pour le matériel d’écriture, un normal pour les feuilles et un plus haut pour suspendre les dossiers (chemises).
- Avec l’apparition et le développement de la bureautique (informatique) et du stockage centralisé des données (bureau virtuel (travail)), le meuble bureau ne conserve plus qu’un caisson qui peut être fixe ou à roulettes (desserte), composé de tiroirs.
- À partir de 1980, la micro-informatique et l’arrivée de l’ordinateur personnel, la configuration du bureau a évolué vers un espace de travail un peu plus spacieux ou mieux organisé pour permettre l’agencement du matériel. Si l’écran a sa place sur la table du bureau avec le téléphone, le clavier se loge sous celle-ci sur un étroit tiroir amovible, l’unité centrale est logée, sous ou à côté du bureau (en fonction du format du boîtier), dans le caisson sur lequel est également posée l’imprimante.

## Bureaux scolaires

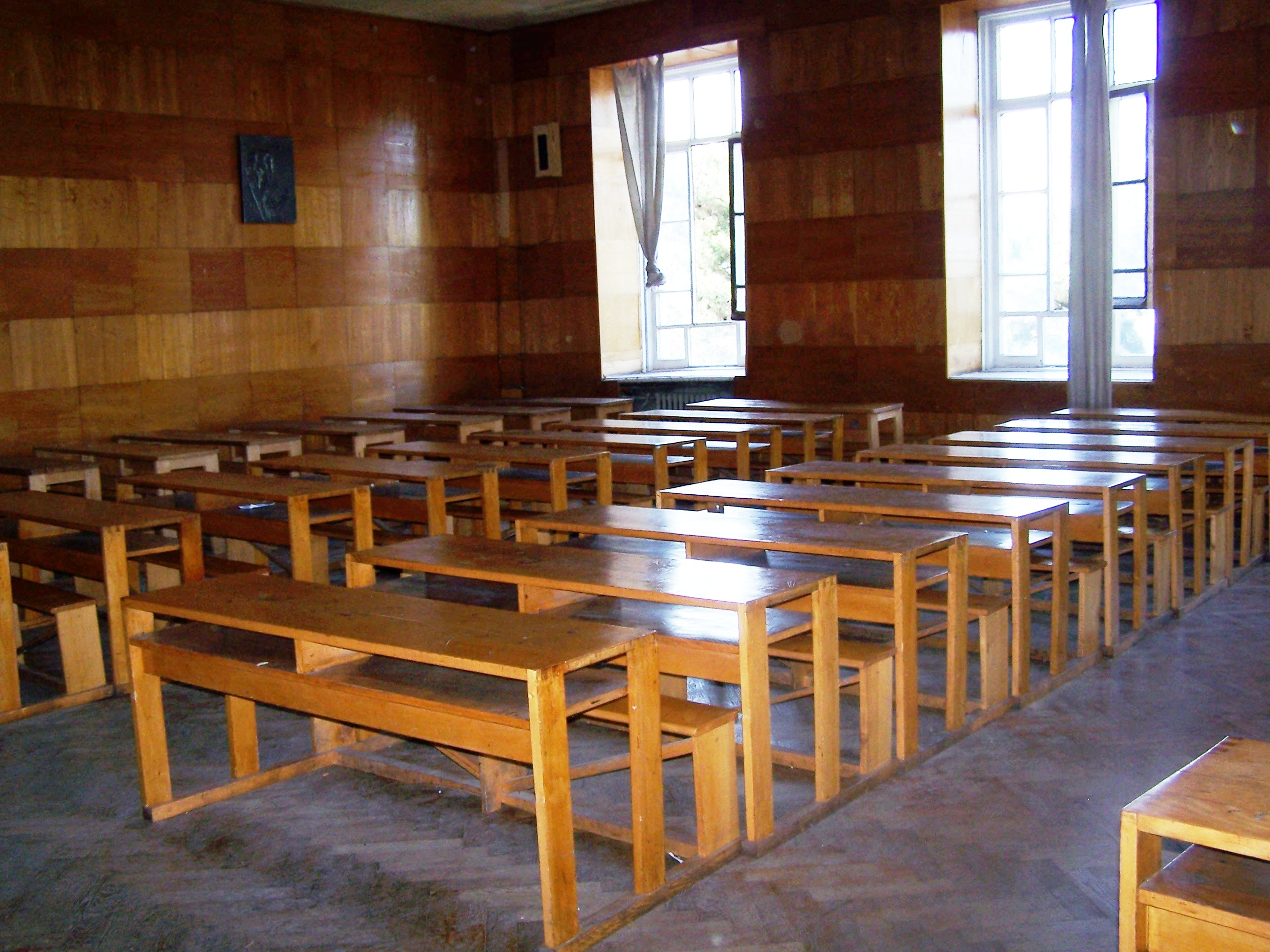
Pupitres-bancs d'école.

Dans les salles de classe occidentales, l’évolution du mobilier scolaire a été plus simpliste, moins tape à l’œil que dans le domaine privé. Le bureau d’écolier tel qu’on l’entend, avec un ensemble pupitre-banc pour deux élèves (mais quelquefois individuel), entièrement en bois, avec plan de travail (relevable ou non) à encrier incorporé, légèrement incliné sur un coffre de rangement, a évolué vers une structure à piétement tubulaire métallique et table horizontale, avec coffre inférieur de rangement, puis sans coffre avec table et banc (ou chaise) individuels.
Le bureau du maître est un bureau plat avec une partie rangement à tiroir sur le côté. Longtemps monté sur une estrade, une plate-forme de bois à environ 25 cm du sol, il permettait à l’enseignant (le maître) de dominer la classe et ses élèves.

## Bureaux renommés
- Bureau Mazarin aussi appelé cabinet Mazarin, associé au cardinal Mazarin, ministre de Louis XIV de 1642 à 1661,
- Bureau du Roi, bureau cylindre du roi Louis XV à Versailles
- Bureau de Marie-Antoinette, petit bureau ou table à écrire réalisé par l'ébéniste Jean-Henri Riesener en 1783 pour meubler le hameau de la Reine à Versailles.
- Bureaux de Pierre Gole, ébéniste de Louis XIV.
- Bureaux d'André-Charles Boulle pour Trianon.
- Bureau de Charles Cressent pour le président de la République, au Palais de l'Élysée, de style Louis XV en bois de violette, réalisé au XVIIIe siècle.
- Bureau de style cartonnier (meuble à compartiments de carton fort pour le classement de dossiers) attribué à Simon Oeben, réalisé vers 1770 pour Étienne-François de Choiseul.
- Bureau de type secrétaire réalisé par David Roentgen pour Louis XVI, orné d'un portrait de Marie-Antoinette en marqueterie. Chaque tiroir s'ouvrait en faisant entendre un air d'orgue.
- Resolute desk, bureau de nombreux président américains dans le Bureau ovale
- Bureau d'Élisa Napoléone, bureau mécanique construit par Giovanni Socci pour Élisa Napoléone Baciocchi, princesse de Piombino et nièce de Napoléon Ier.

## Quelques exemples de bureaux anciens

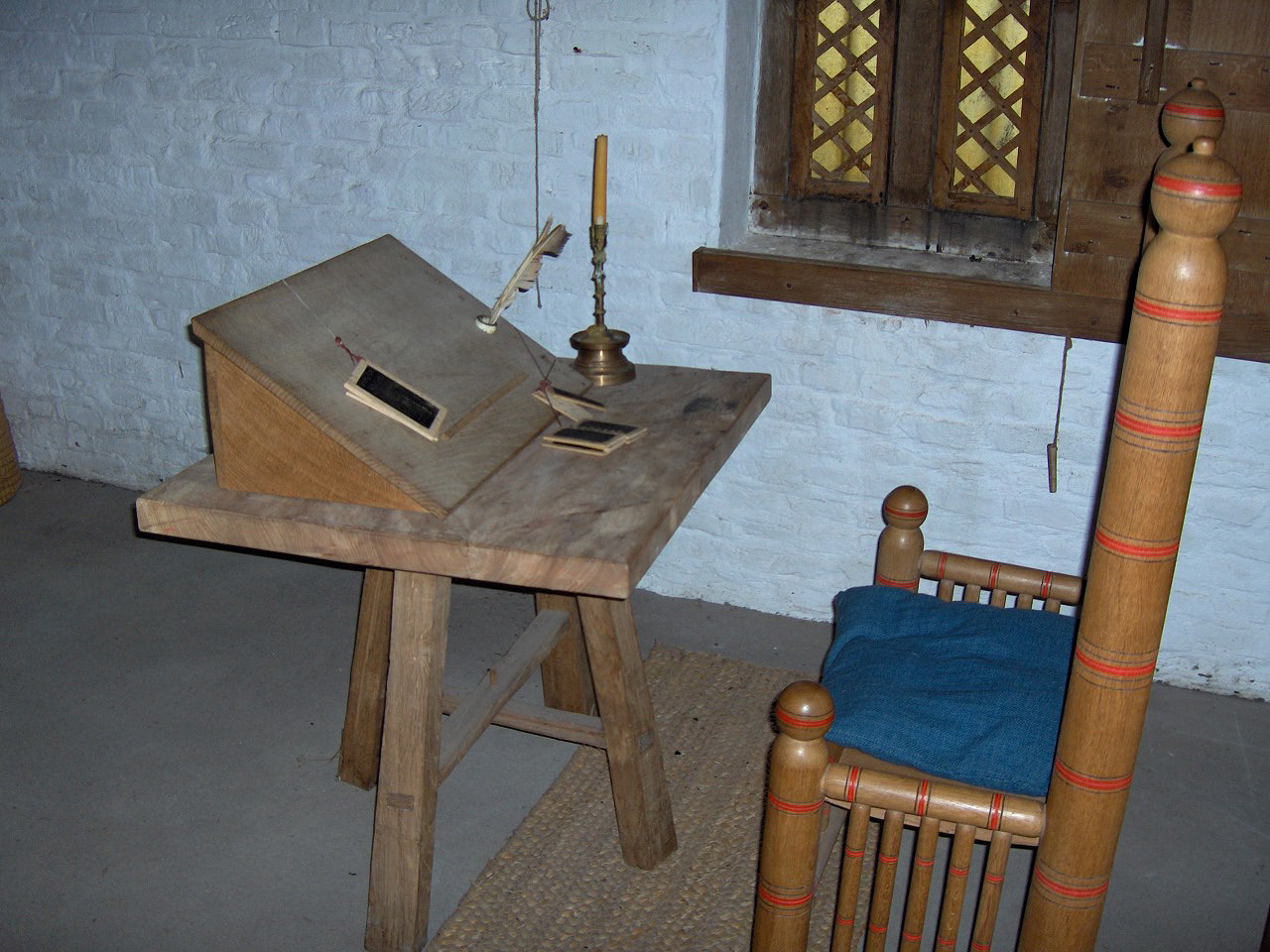
Bureau médiéval.
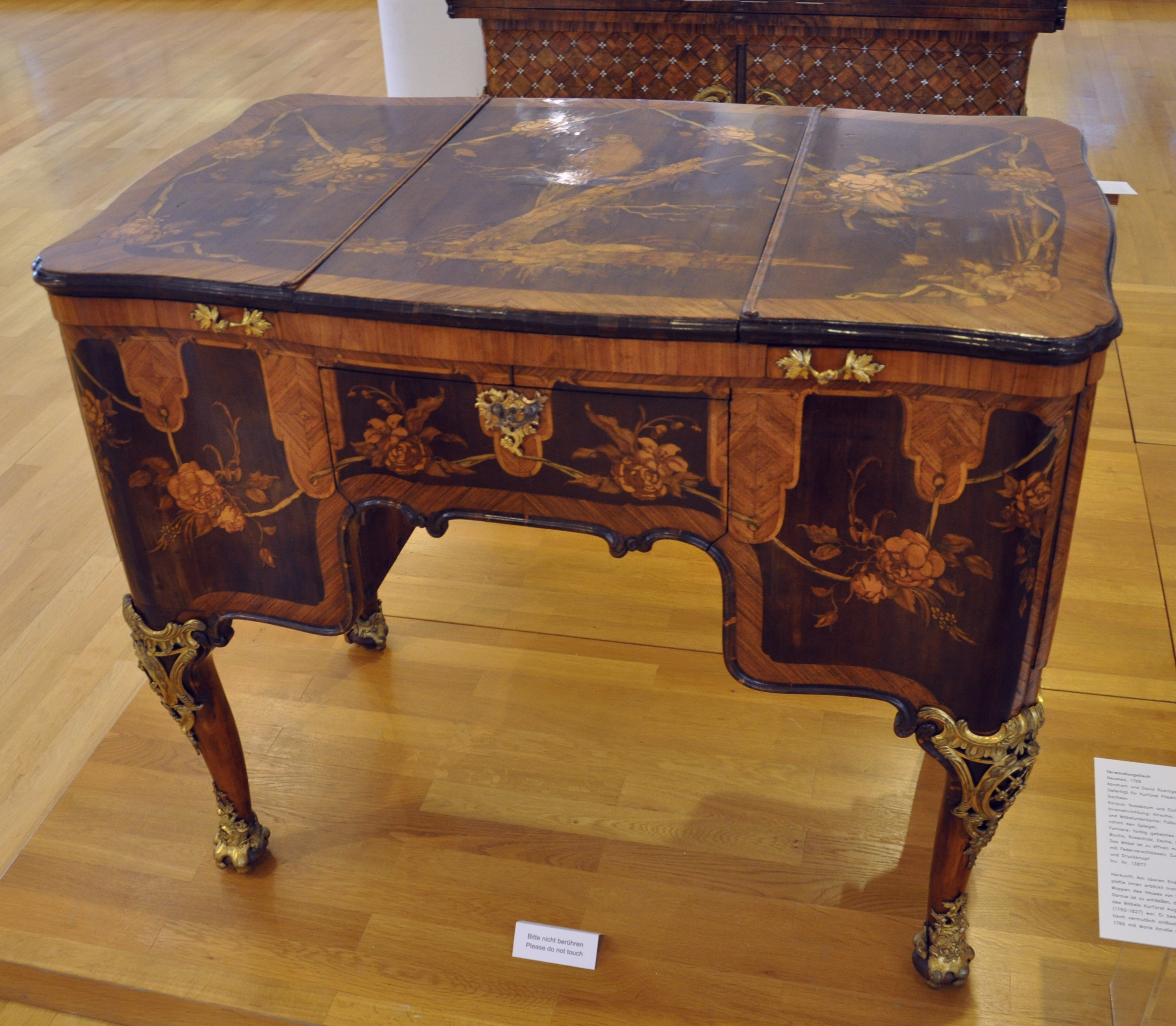
Bureau de David Roentgen vers 1769.
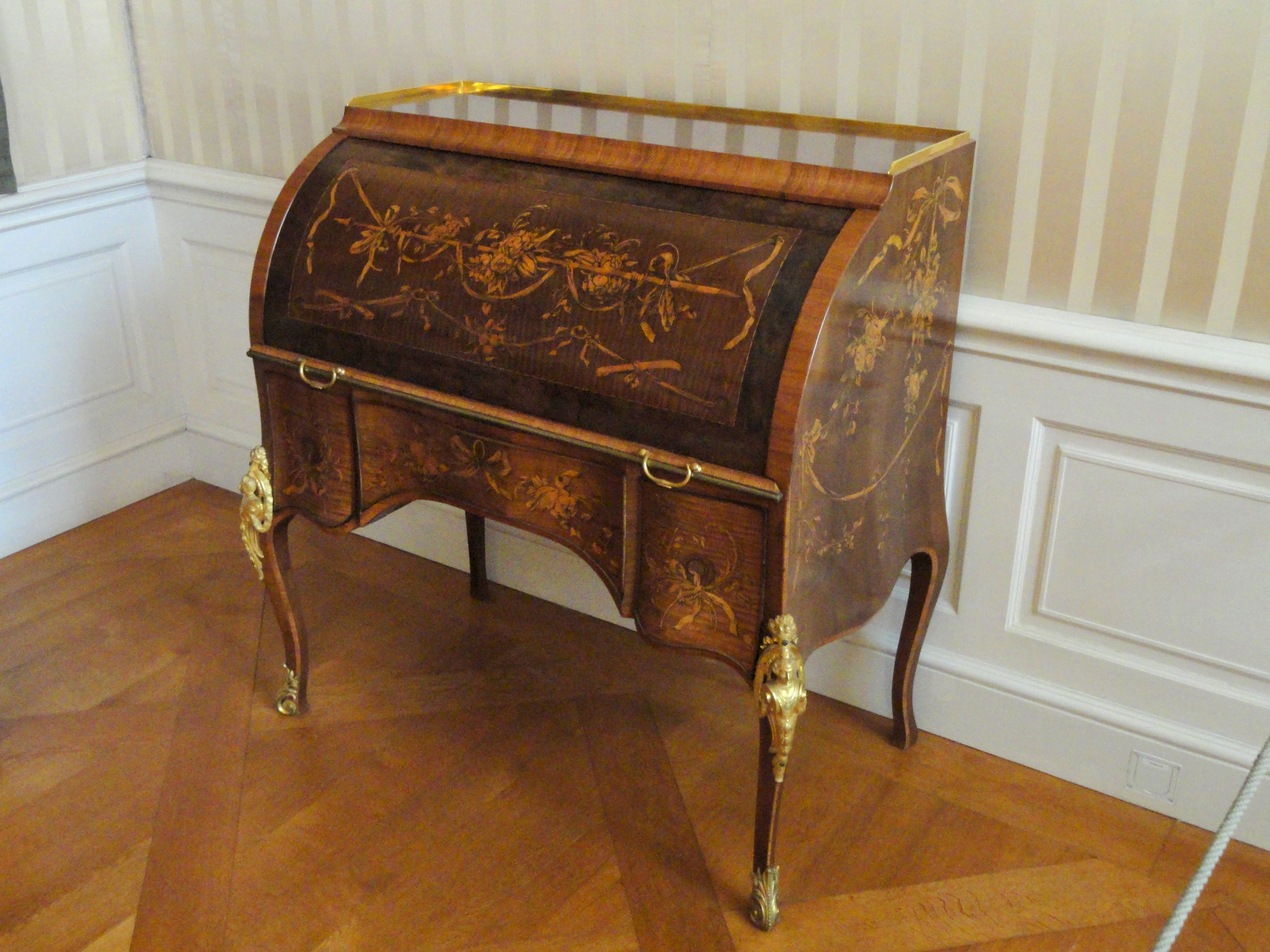
Bureau à cylindres de David Roentgen vers 1775.
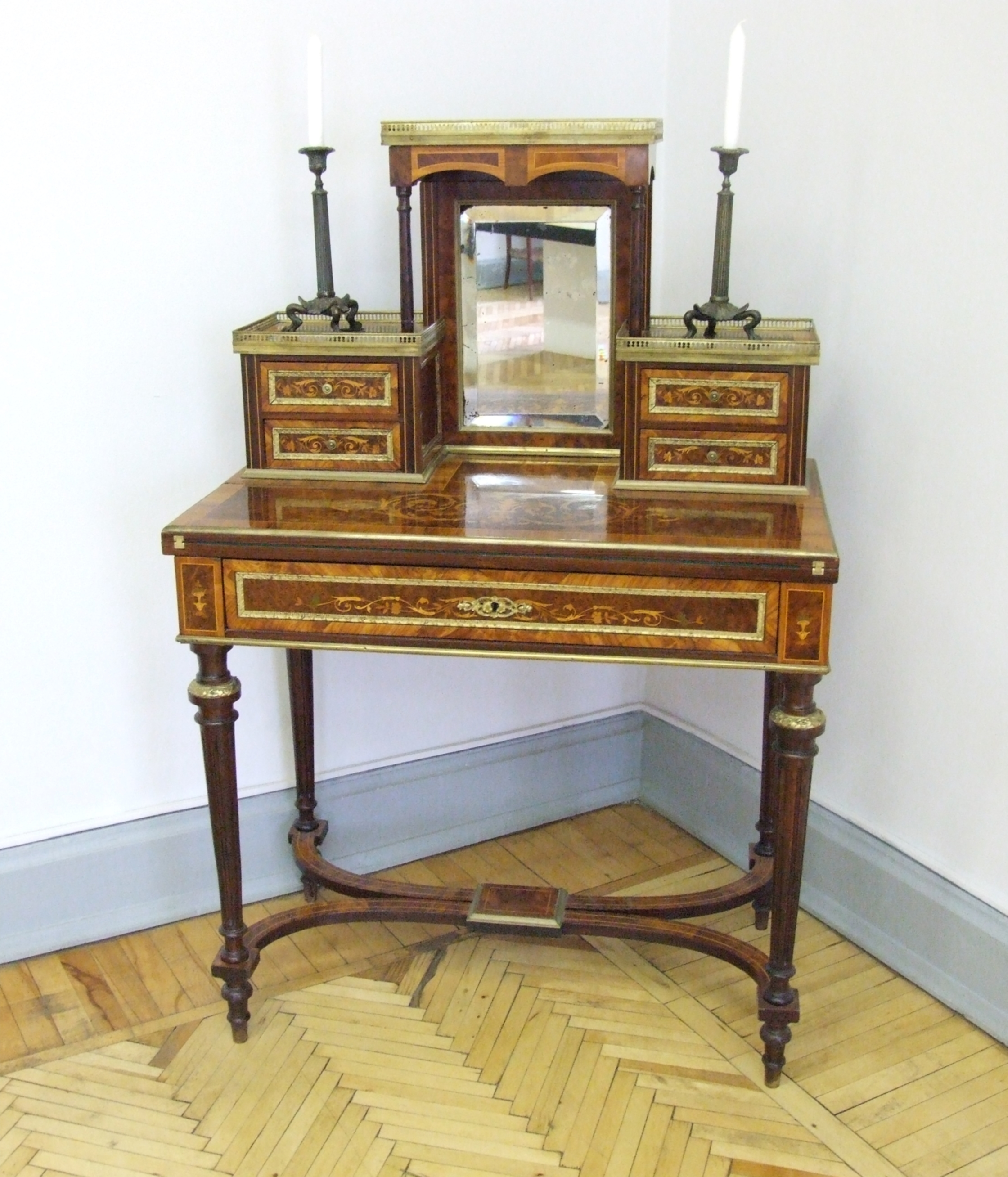
Bureau secrétaire bonheur-du-jour.
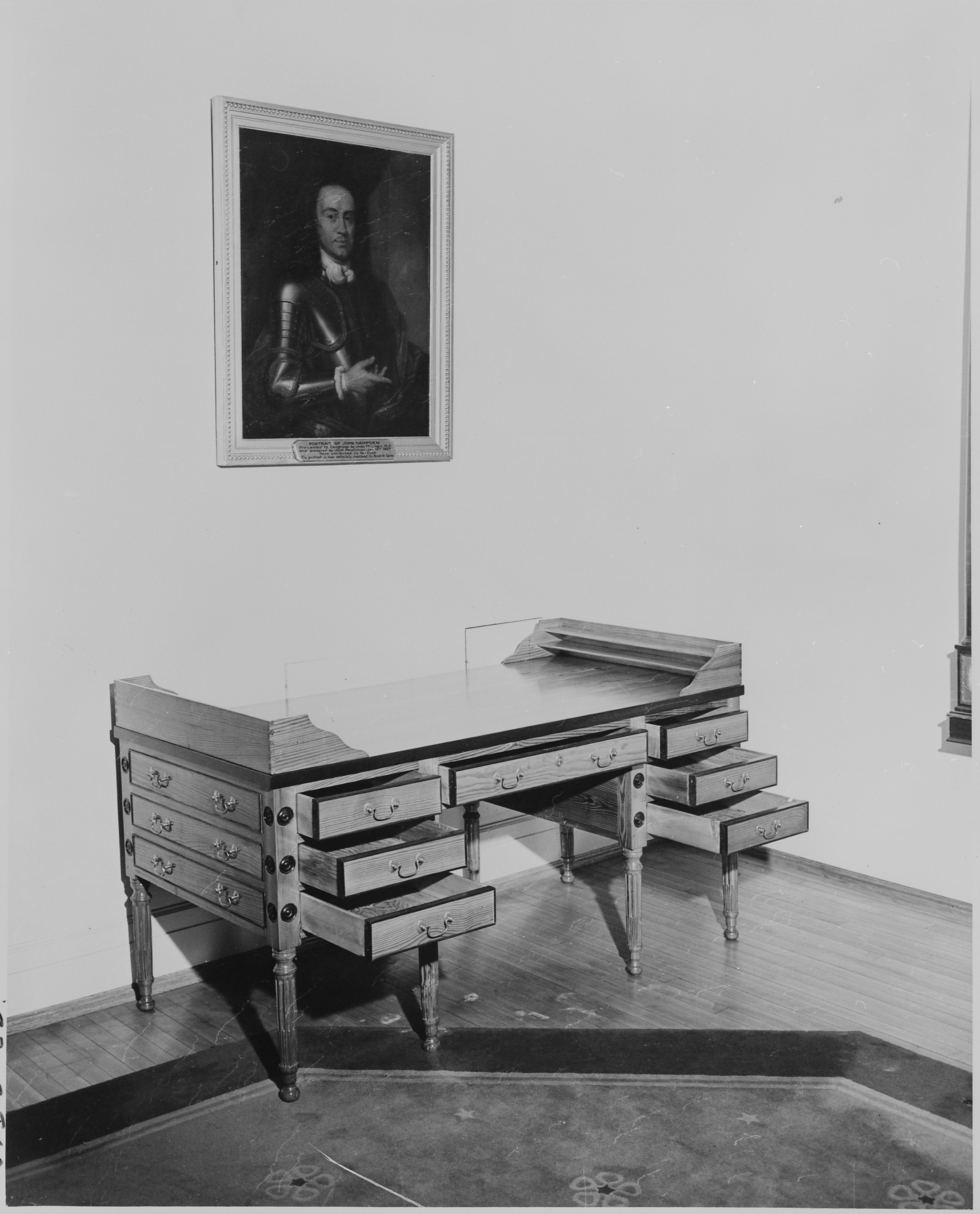
Copie du bureau de George Washington[4].
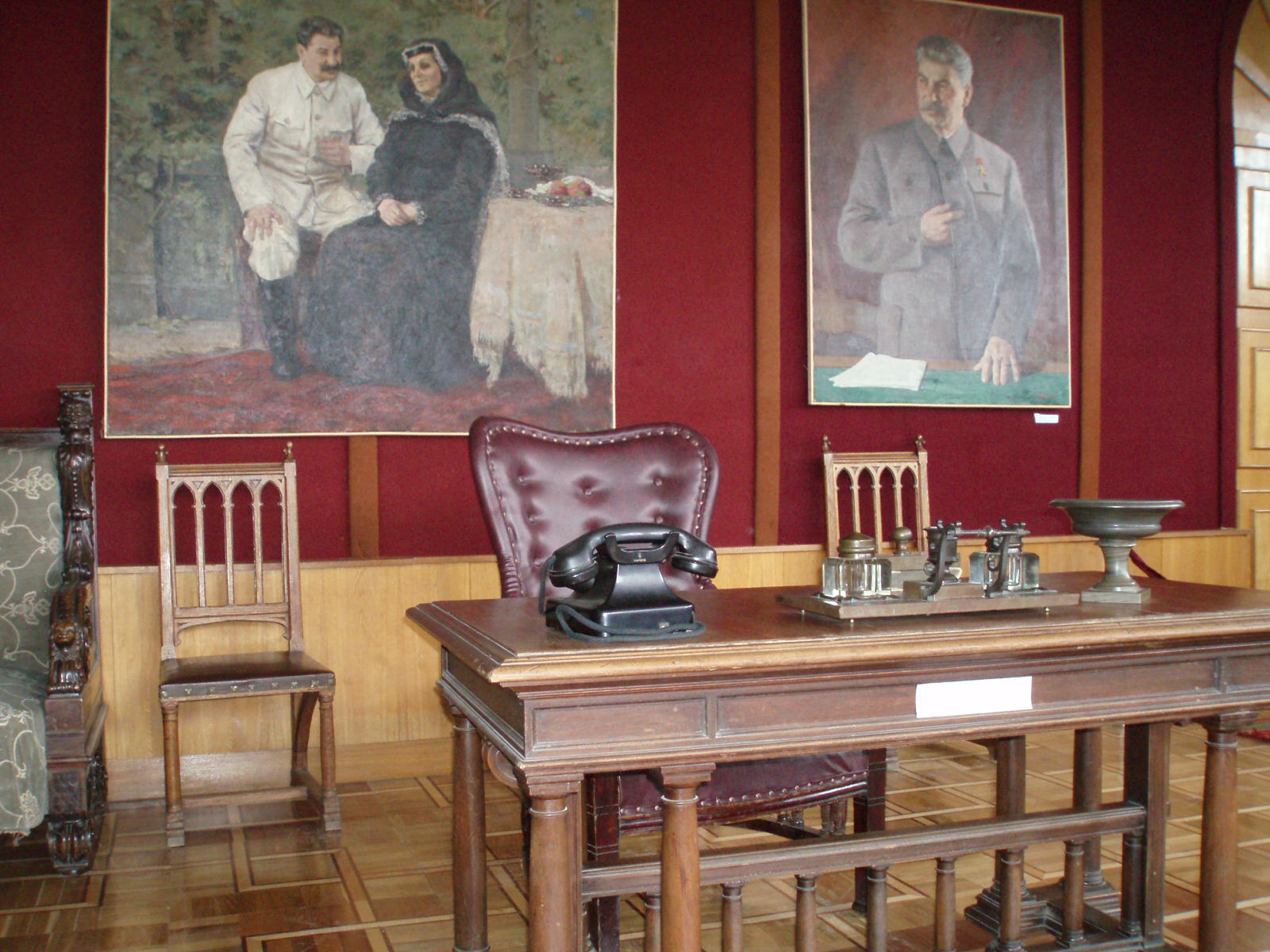
Bureau de Joseph Staline au musée Staline à Gori.
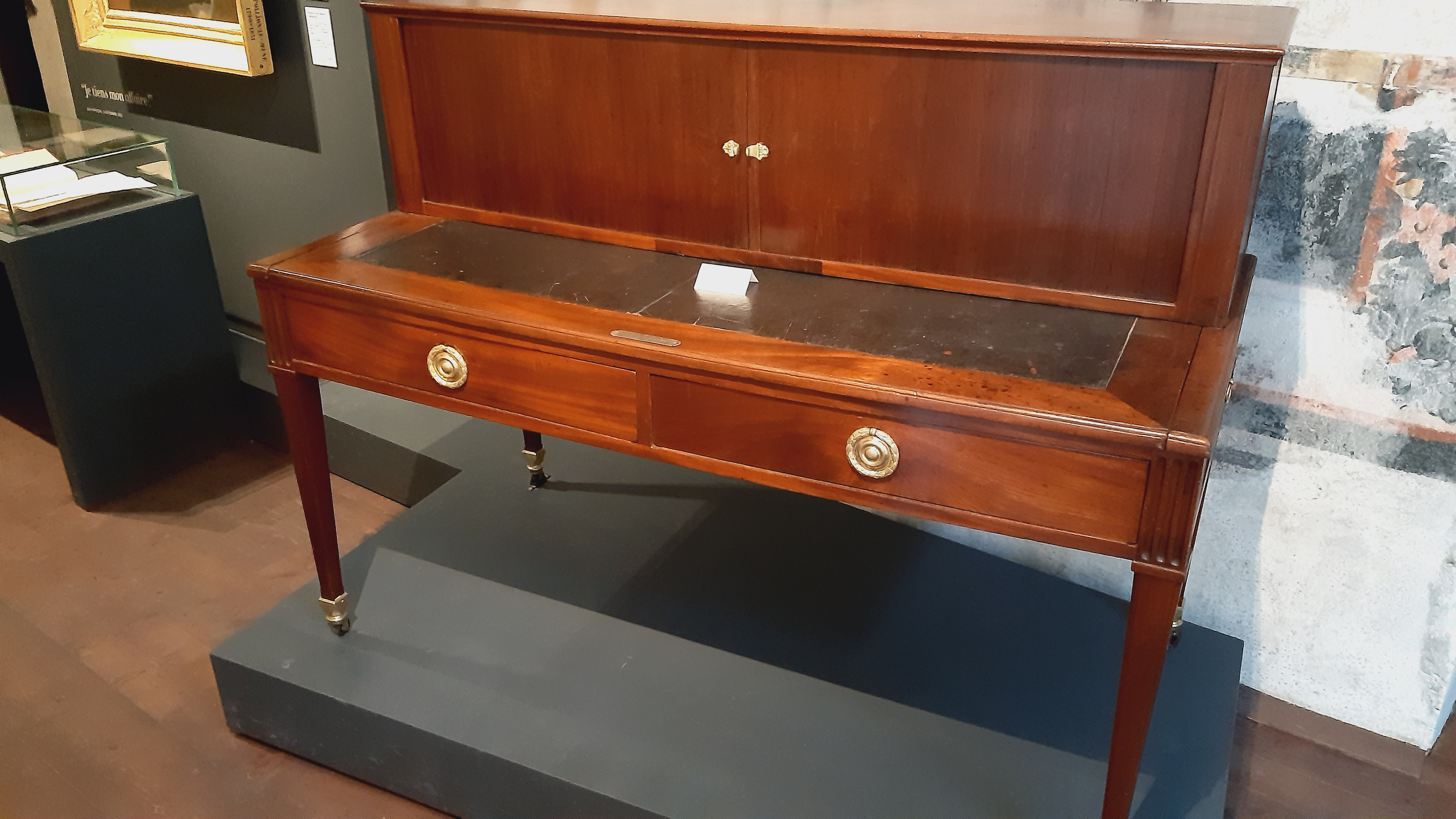
Bureau à gradin de Jean-François Champollion sur lequel il a déchiffré les hiéroglyphes égyptiens en 1822 Musée Champollion (Vif).
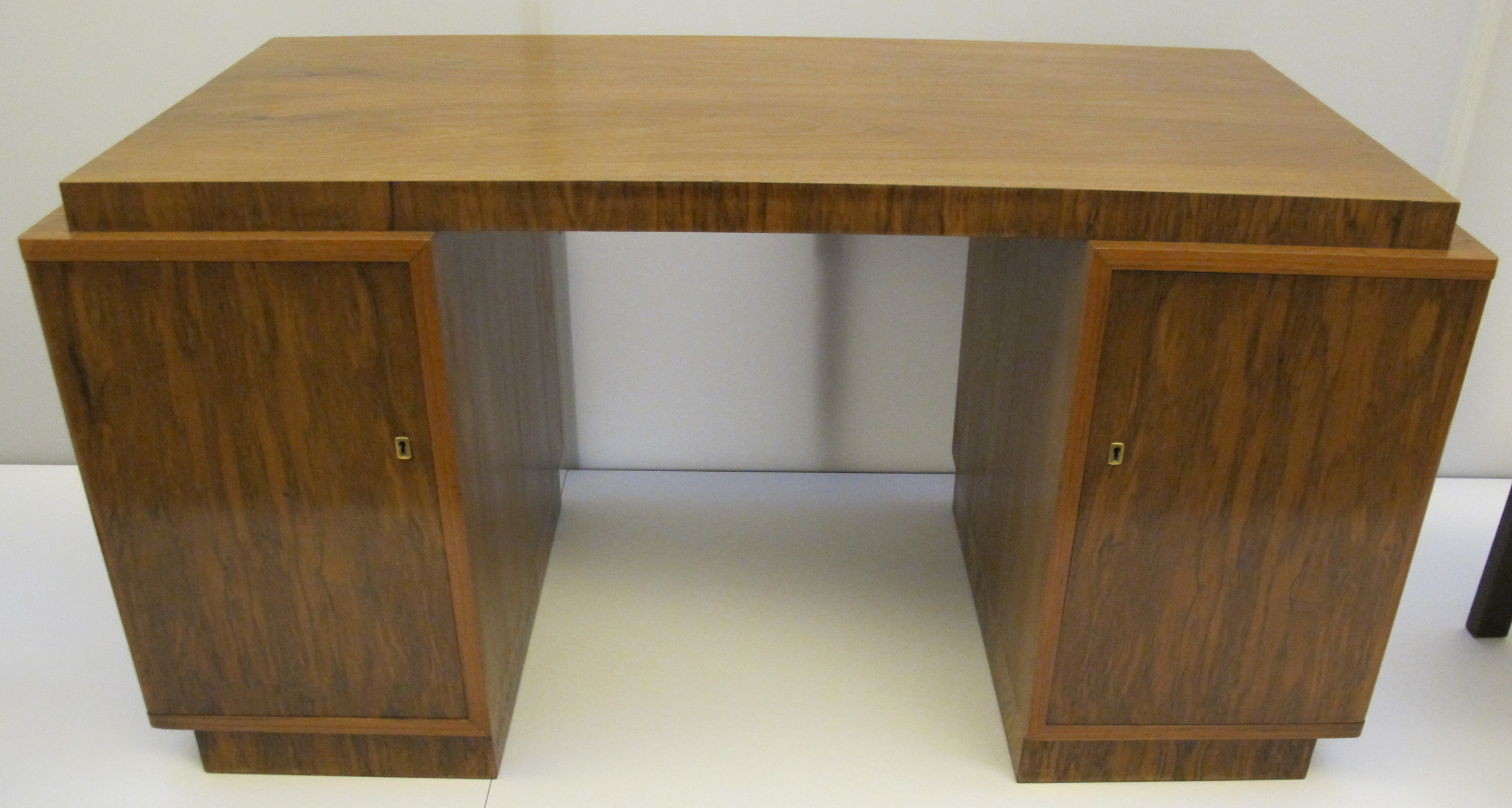
Bureau créé par Erich Dieckmann (v. 1924).

### Sources
- Larousse universel, 1922 et 1923.
- Tous les styles, du Louis XIII au 1925, éd. Elina, Paris 1973, 1980.